# Jehlíkova lípa
Jehlíkova lípa je památný strom ve vsi Úboč u Kdyně. Přibližně třistapadesátiletá  lípa evropská (Tilia x europaea)  roste na hrázi Úbočského rybníka nad mlýnem v nadmořské výšce 485 m. Obvod jejího kmene je 446 cm a výška dosahuje 18,5 m (měření 1994). Strom je chráněn od roku 1986 pro svůj vzrůst a věk.